# Паланднійдю
Па́ланднійдю (ест. Palandniidü lump) — природне озеро в Естонії, у волості Вастселійна повіту Вирумаа.

## Розташування
Паланднійдю належить до Чудського суббасейну Східноестонського басейну.
Озеро лежить на південь від села Капера поблизу автошляху 193 (Ліндора — Вана — Вастселійна).

## Опис
Загальна площа озера становить 1,7 га. Довжина берегової лінії — 889 м.